# Lotta Engberg
Lotta Engberg, nombre artístico de Anna Charlotte Pedersen (Överkalix, Suecia, 5 de marzo de 1963) es una cantante sueca. Presenta el programa de televisión Lotta på Liseberg.
Engberg participó por primera vez en el Festival de Eurovisión, haciendo los coros a los Herreys, representantes de Suecia en el Festival de la Canción de Eurovisión 1984, celebrado en Luxemburgo. 
En 1987 se alza con la victoria en el Melodifestivalen con la canción Fyra Bugg och en Coca-Cola («Cuatro chicles y una Coca-Cola»). Como las reglas de la UER no permiten competir con canciones en las que se haga referencia a marcas comerciales, el título fue cambiado por el de Boogaloo para competir en Eurovisión 1987.

## Discografía
- Fyra Bugg & en Coca Cola (1987)
- Fyra Bugg & en Coca Cola och andra hits (2003)
- Kvinna & man (Lotta Engberg & Jarl Carlsson, 2005)
- Världens bästa lotta (2006)
- "Jul hos mig", 2009
- Lotta & Christer (2012, Lotta Engberg & Christer Sjögren)